# Licht (Die-Apokalyptischen-Reiter-Album)
Licht ist das siebte Studioalbum der deutschen Band Die Apokalyptischen Reiter. Es erschien am 29. August 2008 bei Nuclear Blast und am 10. November 2008 bei The End Records (US). Licht ist das einzige Album auf dem Lady Cat-Man, welche Die Apokalyptischen Reiter bereits nach einem Jahr wieder verließ, mitwirkte.

## Geschichte
Bereits 2007 begannen die Vorbereitungen und das Songwriting für Licht. Im März 2008 starteten die Aufnahmen in den Principal Studios, in denen schon das vorherige Album Riders on the Storm aufgenommen wurde.
Noch während der Aufnahmen, am 22. März 2008, gab die Band die Trennung von Gitarrist Pitrone bekannt. Dieser verließ Die Apokalyptischen Reiter nach sechs Jahren, nachdem immer mehr Differenzen zwischen ihm und der Band aufgekommen waren.

„[D]a war das Gefühl, […] das irgendwie Sand ins Getriebe gekommen war. In den vergangenen Monaten verstärkte sich der Eindruck, dass nicht mehr fünf Männer an einem Strang zogen. Kleinigkeiten summierten sich, Ärger staute sich an, unterschiedliche Ansichten über den Sound der Band wurden offensichtlich.“

Er wurde durch Lady Cat-Man, ehemalige Gitarrenstudentin in Weimar, ersetzt, welche Sänger Fuchs von einem Freund empfohlen wurde. Die Gitarrenparts wurden schon nicht mehr von Pitrone, sondern von ihr und Fuchs eingespielt. Die zu hörenden Pianoelemente wurden erstmals auf einem Flügel, anstatt eines Keyboards, aufgenommen.
Am 29. August 2008 wurde Licht durch das Label Nuclear Blast veröffentlicht, in den USA durch The End Records am 10. November 2008. Das Album ist auch mit einer Bonus-CD erhältlich, auf der die Single Der Weg, das Spiel Monsterball und ein Making-of zum Video Der Weg enthalten sind.
Nach der Veröffentlichung des Albums starteten Die Apokalyptischen Reiter eine Tour durch Deutschland, Österreich, die Schweiz und einige weitere Länder.
Licht blieb das einzige Album auf dem Lady Cat-Man mitwirkte, da sie nach der Tour aus der Band austrat.

## Titelliste
CD 1
1. Es wird schlimmer
2. Auf die Liebe
3. Wir sind das Licht
4. Nach der Ebbe
5. Adrenalin
6. Der Elende
7. Heut’ ist der Tag
8. Wir hoffen
9. Der Weg
10. Ein Lichtlein
11. Auferstehen soll in Herrlichkeit

CD 2 (Bonus)
1. Monsterball (Das Reiter Game)
2. Der Weg
3. Making Of The Video

## Albumname
Der Name Licht soll Hoffnung für die Band und diejenigen symbolisieren, die sich nicht mit den Gegebenheiten im Leben abfinden wollen. Außerdem steht er für „Fortschritt, Kampf, Liebe, Mut, Zusammenhalt in glücklichen Momenten in der Not, Skepsis, Fragen und einfach für die letzten anderthalb Jahren Reiter-Geschichte.“ (Fuchs: ) Diese Punkte werden dadurch verstärkt, dass alle Texte des Albums autobiografische Geschichten aus dem wahren Leben erzählen.

## Cover
Das Cover zeigt die Band mit weißen Hosen und freiem Oberkörper (außer Lady Cat-Man) aus einem grellen Licht heraustreten. Es ist an das Lied Wir sind das Licht angelehnt, welches auch den Titelsong des Albums bildet. Durch das Cover wird die Symbolik der Hoffnung aufgegriffen, die durch das Album verbreitet werden soll. Das Cover ist eher untypisch für die Metalszene, da für gewöhnlich düstere Cover verwendet werden.

## Kritik
Licht stieß in der Metalszene durchweg auf gute Kritiken und wurde hoch gelobt. Marc Halupczok vom Metal Hammer betont die Homogenität im Vergleich zum alten Album und vergibt 6 von 7 Punkten.
Immer wieder werden Die Apokalyptischen Reiter auch dafür gelobt, trotz hoher Erwartungen, ihr eigenes Ding zu machen. So lobt beispielsweise Jessica vom Webzine metal.de diese Tatsache und vergibt 9 von 10 Punkten:

„Trotz ihres immensen Erfolges ziehen Die Apokalyptischen Reiter immer wieder ihr Ding durch, unbeachtet jeglicher Erwartungen, die an sie gestellt werden und lassen sich nicht verwursten.“

Auch whiskey-soda.de ist begeistert vom Album der Band und vergibt die Bestnote 1.
Auch das Webzine metalnews.de vergibt Bestnoten. So erhielt Licht 6,5 von 7 Punkten und wird als „erschaffene Kunst“ bezeichnet:

„Jeder [!], der bereit ist offen und tolerant an dieses Meisterwerk heranzugehen, wird damit seine helle Freude haben. Die Apokalyptischen Reiter haben nicht einfach eine Metal-CD veröffentlicht, sondern sie haben Kunst erschaffen.“